# Luz principal

Uma configuração típica de três pontos com uma contra-luz para criar contraste entre o fundo e o objeto central, de modo a dar uma aparência tridimensional

A luz principal é a primeira e geralmente a mais importante luz que um fotógrafo, diretor de fotografia ou outro compositor de cena usará em uma configuração de iluminação. O objetivo da luz principal é destacar a forma e a dimensão do objeto ou indivíduo. A luz principal não é um requisito rígido; omitir a luz principal pode resultar em um efeito de silhueta. Muitas luzes principais podem ser colocadas em uma cena para iluminar um indivíduo em movimento em momentos oportunos.

## Posição da câmera
A luz principal pode ser "dura" (focada) ou "suave" (difusa) e, dependendo da configuração desejada, pode ser colocada em diferentes ângulos em relação ao indivíduo. Quando parte da configuração mais comum — iluminação de três pontos — a luz principal é colocada em um ângulo de 30 a 60° (com a câmera marcando 0 graus). Além do ângulo horizontal, a luz principal pode ser colocada alta ou baixa, produzindo diferentes efeitos. A posição vertical mais comum para a luz principal é em um ângulo de 30° (ou seja, ligeiramente acima da linha dos olhos; o nariz não deve projetar sombra nos lábios).
Uma luz principal posicionada em baixo parece distorcer as características do ator, já que a maior parte da luz natural ou ambiente normalmente vem de cima. Um efeito dramático usado na cinematografia de terror ou comédia é uma luz principal que ilumina o rosto por baixo. Uma luz principal alta resultará em maçãs do rosto mais proeminentes e sombras de nariz longas. Marlene Dietrich era famosa por insistir que sua luz principal fosse colocada no alto.

## Iluminando uma cena
Usar apenas uma luz principal resulta em uma cena de alto contraste, especialmente se o fundo não estiver iluminado. Uma luz de preenchimento diminui o contraste e adiciona mais detalhes às áreas escuras de uma imagem. Uma alternativa para a luz de preenchimento é refletir a luz existente ou iluminar outros objetos na cena, que por sua vez iluminam ainda mais o objeto ou indivíduo central.
A luz principal não precisa iluminar diretamente o indivíduo: ela pode passar por vários filtros, telas ou refletores. A luz que passa pelas folhas das árvores, vidraças e outros obstáculos pode tornar uma cena visualmente mais interessante, além de indicar ao público a localização do indivíduo. A luz principal também não precisa ser branca — uma luz principal colorida (especialmente quando usada com preenchimento ou contraluz de outras cores) pode adicionar mais profundidade emocional a uma cena do que apenas tudo branco. Em cenas diurnas internas/externas mistas, a luz do sol pode parecer um branco quente e a iluminação interna pode ser um branco neutro ou com tons artificiais. Por outro lado, o luar pode parecer mais frio do que a iluminação interna.

## Opções de iluminação
Em muitos casos, a luz principal é uma luz de palco para cenas internas ou a luz do sol para ambientes externos. Um instrumento de iluminação também pode ser usado ao ar livre para complementar a luz solar ou como fonte de luz primária com a luz solar ou luz do céu servindo como luz de preenchimento. Lâmpadas ou luminárias podem servir como luzes principais, desde que tenham brilho suficiente. Elas também podem aparecer na cena como adereços — caso em que são chamadas de "luzes práticas". Da mesma forma, fogo, velas e outras fontes naturais de luz podem ser usadas.